# ストーク・フィールドの戦い
ストーク・フィールドの戦い（Battle of Stoke Field）は、1487年6月16日に行われた戦闘で、薔薇戦争の最後の戦闘である。

## 王位争奪
テューダー家出身のヘンリー7世はランカスター派の後継として王位を得て、エリザベス王女との結婚で旧ヨーク派の取り込みも進んでいた。しかし、まだその支配は完全ではなかった。
生き残った中で最も有力なヨーク派の後継者は、エリザベスの従弟に当たるウォリック伯エドワード（クラレンス公ジョージの息子）だったが、この少年はロンドン塔に収監されていた。
このウォリック伯エドワードの名前を騙るランバート・シムネルという少年が、やはりエリザベスの従兄にあたるリンカーン伯ジョンの目に留まった。リンカーン伯はヘンリー7世と和解していたが、リンカーン伯自身も王位継承権を持っており、最後のプランタジネット系の王リチャード3世は生前、ウォリック伯とリンカーン伯を次々と後継者に指名していた。リンカーン伯はシムネルの正体を知りながら利用することで、ヨーク派の復讐と王位回復の機会を得た。
リンカーン伯は1487年3月19日にイングランドの宮廷を出て、叔母のブルゴーニュ公妃マーガレットのいるメヘレンの宮廷に行った。マーガレットは資金の他に老練なドイツの指揮官、連隊長マルティン・シュヴァルツの下に1,500人の一流のドイツ人・スイス人傭兵を揃える形で軍事援助も行った。メヘレンのリンカーン伯に、テューダー朝に反感を持つ、リチャード3世の忠実な支援者だったラヴェル子爵フランシス、ジャージー島の前知事リチャード・ハールストン卿、カレー駐屯軍の司令官トマス・デイヴィッド、といった貴族たちが合流した。

## ヨーク派の反乱
ヨーク派の艦隊は1487年5月4日にダブリンに到着した。アイルランドの大法官であるトマス・フィッツジェラルド卿の助けを借りて、リンカーン伯は4,500人のアイルランドの傭兵を、主にカーン（軽武装だが高機動な中世アイルランドの歩兵）として雇った。
アイルランドの貴族と聖職者の支援で、リンカーン伯は1487年5月24日にダブリンでランバート・シムネルを「国王エドワード6世」として王位に就けた。議会が新しい「国王」のために召集されたが、リンカーン伯はダブリンに留まらず、軍隊とシムネルを連れて北ランカシャーに向けて出航した。
1487年6月4日に上陸すると、リンカーン伯の軍にトマス・バウトン卿の指揮するジェントリが合流してきた。5日で300km以上を踏破する一連の強行軍で、ヨーク派陸軍は8,000人の兵に達していた。6月10日の夜、タッドキャスター（Tadcaster）の外れにあるブラムハム・ムーア（Bramham Moor）で、ラベル卿指揮下の2,000の兵がクリフォード卿率いるランカスター派の400の兵に夜間攻撃を仕掛けた。結果は圧倒的なヨーク派の勝利であった。
続いてリンカーン伯はノーサンバランド伯ヘンリー・パーシー指揮下のヘンリー国王の北方軍の裏をかき、6月12日にスクロープ卿の軍に牽制のためにブーサム・バー（Bootham Bar）、ヨークを攻撃させた。スクロープ卿は、ノーサンバランドの軍を襲って、北方に退いた。
リンカーン伯と主力軍は南方攻略を継続した。ドンカスター（Doncaster）の外れで、リンカーン伯はスケールズ卿配下のランカスター軍の騎兵隊に遭遇した。シャーウッドの森を通って3日間の追撃が続き、リンカーン伯はスケールズ卿をノッティンガムに追い込んだ。しかし、それまでの戦いでヨーク派の進軍速度は低下しており、6月14日にノッティンガムに着くやいなや、ヘンリー7世はストレンジ卿の指揮する増援部隊をスケールズ卿に合流させることができた。
6月15日、リンカーン伯がトレント川を渡河した知らせを受けたヘンリー国王は、北東のニューアークに進軍した。6月16日の午前9時頃、ヘンリー国王軍の前衛が、東ストーク村の三方をトレント川に囲まれた丘の稜線の上のヨーク派軍に遭遇した。
ヨーク派はすぐさま攻撃に移ることで高地を放棄した。ヨーク派軍のドイツ人傭兵はマスケット銃を装備していたが、ランカスター派軍はロングボウ兵を多数揃えていた。壮絶な戦いが3時間以上繰り広げられたが、結局は甲冑の薄い（軽装の）アイルランド部隊の死傷者数が数を増していった。
後退が不可能となり、ドイツとスイスの傭兵は最後まで戦い抜いた。ヨーク派の司令官、リンカーン伯、フィッツジェラルド卿、バウトン卿、シュヴァルツは皆戦死した。ただラヴェル子爵だけは脱出し、オックスフォードシャーのミンスター・ラヴェル村にある自宅の隠し部屋の中で餓死している所を、200年後に発見されている。スクロープ卿は多額の罰金を科されたが赦免された。シムネルは捕らえられたがヘンリー7世に許され（シムネルが大人の操り人形に過ぎなかったからか）、王室の台所で仕事を与えられた。